# Boys Next Door
Boys Next Door (少年残像 -Boy’s next door/Chicos de la puerta de al lado-), también conocida como Shounen Zanzou (literalmente "Trasfondo de un Chico") es un manga de un solo tomo de la mangaka Kaori Yuki. La historia se ubica en Los Ángeles, California, y trata sobre el romance de Adrian, un maestro de primaria, con Lawrence un joven prostituto. Narrado de una forma diferente y con una historia y dibujos impactantes y emocionantes, Boys Next Door, es una de las obras más reconocidas y amadas por los fanáticos de Yuki.

## Argumento
Adrian Clay es un maestro de primaria que por las noches se convierte en un frío asesino de jóvenes prostitutos. Un día, cuando mataba a un muchacho en un calle de Los Ángeles, Lawrence, un joven prostituto, lo ve. A Adrian se le cae una placa perteneciente a su mascota donde viene su teléfono. Al otro día Lawrence busca al maestro diciendo que es su "hermano" y quedándose de ver en la noche en un centro nocturno donde también se prostituyen muchachos. Después de esto se va generando el amor y el romance entre estos dos personajes carentes de una persona que los amara.

## Personajes
- Adrian Clay: Tiene 27 años de edad. Maestro de una escuela primaria que se preocupa mucho por sus alumnos, pero con un pasado muy triste y una doble vida. Fue producto de una violación que su madre sufrió por parte de un tipo que estaba vestido de bufón a los 16 años en un carnaval. Su madre, una prostituta, llevaba hombres a la casa y el pequeño Adrian aunque no lo entendía sabía que lo que hacia su mamá estaba mal. Además de eso su madre nunca se preocupada por él ni siquiera lo miraba a los ojos. Un día su mamá lo llevó a un carnaval en donde lo abandonó a su suerte. Su instinto lo llevó de nuevo a casa donde esperaba que madre lo recibiera contenta por su regreso pero en su lugar la escuchó hablando con uno de sus "clientes" que se quería deshacer de él y que por eso lo había abandonado. Entonces mata a su madre y le tapa los ojos diciendo "nunca me miraste cuando estabas viva, ¡no me mires ahora que estás muerta!". Por eso mata a los prostitutos, porque según él, ellos pueden ver a través de él, ver su debilidad. Cuando conoce a Lawrence lo considera un ser sucio e inclusive piensa en matarlo pero con el tiempo se va enamorando de él.

- Lawrence Hill: Le dicen Lawr, es un muchacho de 14 años de edad que dejó su hogar y es forzado por su hermano a prostituirse. Conoció a Adrian cuando presenció su sexto asesinato donde se le cayo una placa con su teléfono. Lawrence busca a Adrian para que lo ayude a escapar diciéndole que si no lo ayudaba acudiría a la policía para delatarlo, pero se terminan enamorando uno del otro. Tiene un tatuaje de un varano encadenado, el cual es la marca que le impide escapar de la vida que lleva.

- Vicky: Es una alumna de Adrian, huérfana pero la adoptó una familia. Es una niña muy problemática ya que tiene miedo a ser decepcionada y a decepcionar, el único que la comprende es Adrian, aunque sus padres adoptivos la quieren mucho también. Llega tener una relación muy cercana con Lawrence, Adrian y Wolfy a los que quiere mucho.

- Dallas: Es el proxeneta y hermano de Lawrence, un tipo siniestro y desagradable, que maneja a la mayoría de las y los prostitutos de la zona además de tener nexos con el narcotráfico. Marca a sus "trabajadores" con un tatuaje, con el demuestra que son de su propiedad.

- Wolfy: Es la iguana mascota de Adrian, gracias a la placa de Wolfy que se le cayo a Adrian, Lawrence pudo encontrarlo. Sus ojos fríos e inexpresivos son similares a los del Lawrence del principio.

- Datos: Q896091